# Tetrosomus reipublicae
Tetrosomus reipublicae es una especie de peces de la familia Ostraciidae en el orden de los Tetraodontiformes.

## Morfología
Los machos pueden llegar alcanzar los 30 cm de longitud total.

## Alimentación
Come invertebrados  bentónicos.

## Hábitat
Es un pez de mar y de clima tropical y demersal que vive hasta los 180 m de profundidad.

## Distribución geográfica
Se encuentra desde el África Oriental hasta Indonesia, el norte de Australia y el sur del Japón.

## Observaciones
No se puede comer ya que es  venenoso para los humanos.